# Skeletal Lamping
Skeletal Lamping es nombre del noveno disco de estudio de la banda norteamericana of Montreal. Kevin Barnes dijo sobre el disco: "Es mi intento de traer toda mi perplejidad, contradicciones, mis inquietudes, mi humor... mis fantasías, mis reflexiones y observaciones a la superficie, para que pueda analizarlas mejor y comprender que sentido tienen dentro de mi cabeza. De ahí el título, Skeletal Lamping. Lamping es como se le llama a una terrible técnica de caza en que un cazador se mete al bosque de noche, inunda un lugar iluminado y luego dispara aprovechándose de que los animales huyen asustados".

## Estilo
Es una entrevista con Wireless Bollinger el 2007, Kevin Barnes describió el concepto del álbum que procedería a Hissing Fauna, Are You The Destroyer? como un disco compuesto por cientos de cortos segmentos consecutivos que van desde treinta a cincuenta segundos de duración, con la intención de que se sienta como "una sola larga pieza formada por cientos de movimientos".
En una entrevista reciente con Pitchfork Media, Barnes dijo que la banda seguiría evolucionando con Skeletal Lamping:
"Musicalmente, es difinitivamente más funky. Es quizá alejarse un poco más del tipo de cosas como "Faberge Falls for Shuggie" y "Labyrinthian Pomp" del Hissing Fauna. Es algo que se mueve en esa dirección. Fue algo que encontré emocionante, y no es algo con lo que haya trabajado en el pasado. Sigue teniendo su misterio para mí. Realmente siento que hay algo que puedo usar de ese género. También me resulta divertido, porque va en contra de todo el estilo de la música indie rock. La música funk no es como eso en absoluto".

## Georgie Fruit

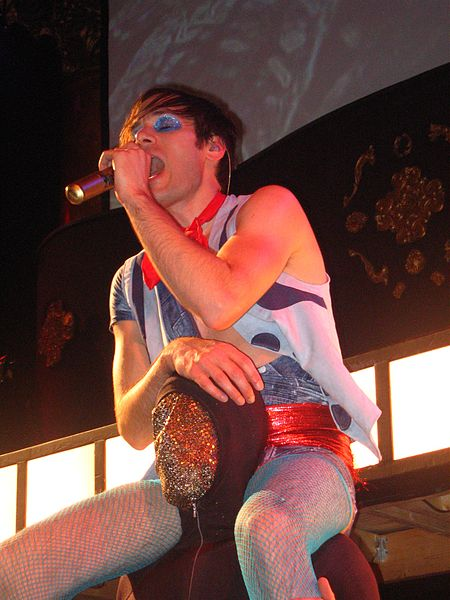
Kevin Barnes como Georgie Fruit en un show del 2007 en San Francisco

Georgie Fruit es el nombre del alter ego afroamericano y travesti de Kevin Barnes, en una manera similar que el alter ego de David Bowie, Ziggy Stardust. George Fruit fue mencionado por primera vez en el disco de of Montreal Hissing Fauna, Are You the Destroyer? durante la canción "Labyrinthian Pomp".
En muchas entrevistas, Barnes ha descrito el rol de George Fruit en Hissing Fauna, Are You the Destroyer?:

"Barnes ha descrito el disco como un álbum conceptual, 'detallando su transformación de Kevin Barnes a Georgie Fruit.'

...

'La transformación ocurre durante "The Past Is a Grotesque Animal,' el momento crucial de 12 minutos de duración del álbum."
Georgie Fruit juega un rol prominente en Skeletal Lamping. En la misma entrevista con Pitchfork Media, Barnes habló sobre la historia y descripción de Georgie Fruit:
"El nombre del personaje es Georgie Fruit, y en sus cuarenta y tantos, un negro que a pasado por múltiples cambios de sexo. Ha sido hombre y mujer, y de nuevo hombre. Ha estado en prisión un par de veces. En los 70s estuvo en una banda llamada Arousal, una banda de funk rock, del estilo de los Ohio Players. Luego pasó por diferentes fases."

## Lista de canciones
1. "Nonpareil of Favor" – 5:48
2. "Wicked Wisdom" – 5:00
3. "For Our Elegant Caste" – 2:35
4. "Touched Something's Hollow" – 1:26
5. "An Eluardian Instance" – 4:35
6. "Gallery Piece" – 3:48
7. "Women's Studies Victims" – 2:59
8. "St. Exquisite's Confessions" – 4:35
9. "Triphallus, to Punctuate!" – 3:23
10. "And I've Seen a Bloody Shadow" – 2:23
11. "Plastis Wafer" – 7:11
12. "Death Isn't a Parallel Move" – 3:01
13. "Beware Our Nubile Miscreants" – 4:52
14. "Mingusings" – 3:01
15. "Id Engager" – 3:24